# Novoivanivka (Novoivanivka), Ciornomorske
Novoivanivka (în ucraineană Новоіванівка) este localitatea de reședință a comunei Novoivanivka din raionul Ciornomorske, Republica Autonomă Crimeea, Ucraina.

## Demografie
Componența lingvistică a localității Novoivanivka
     Rusă (74,49%)
     Ucraineană (17,33%)
     Tătară crimeeană (6,07%)
     Alte limbi (0,36%)
Conform recensământului din 2001, majoritatea populației localității Novoivanivka era vorbitoare de rusă (74,49%), existând în minoritate și vorbitori de ucraineană (17,33%) și tătară crimeeană (6,07%).